# Cerámica Iga

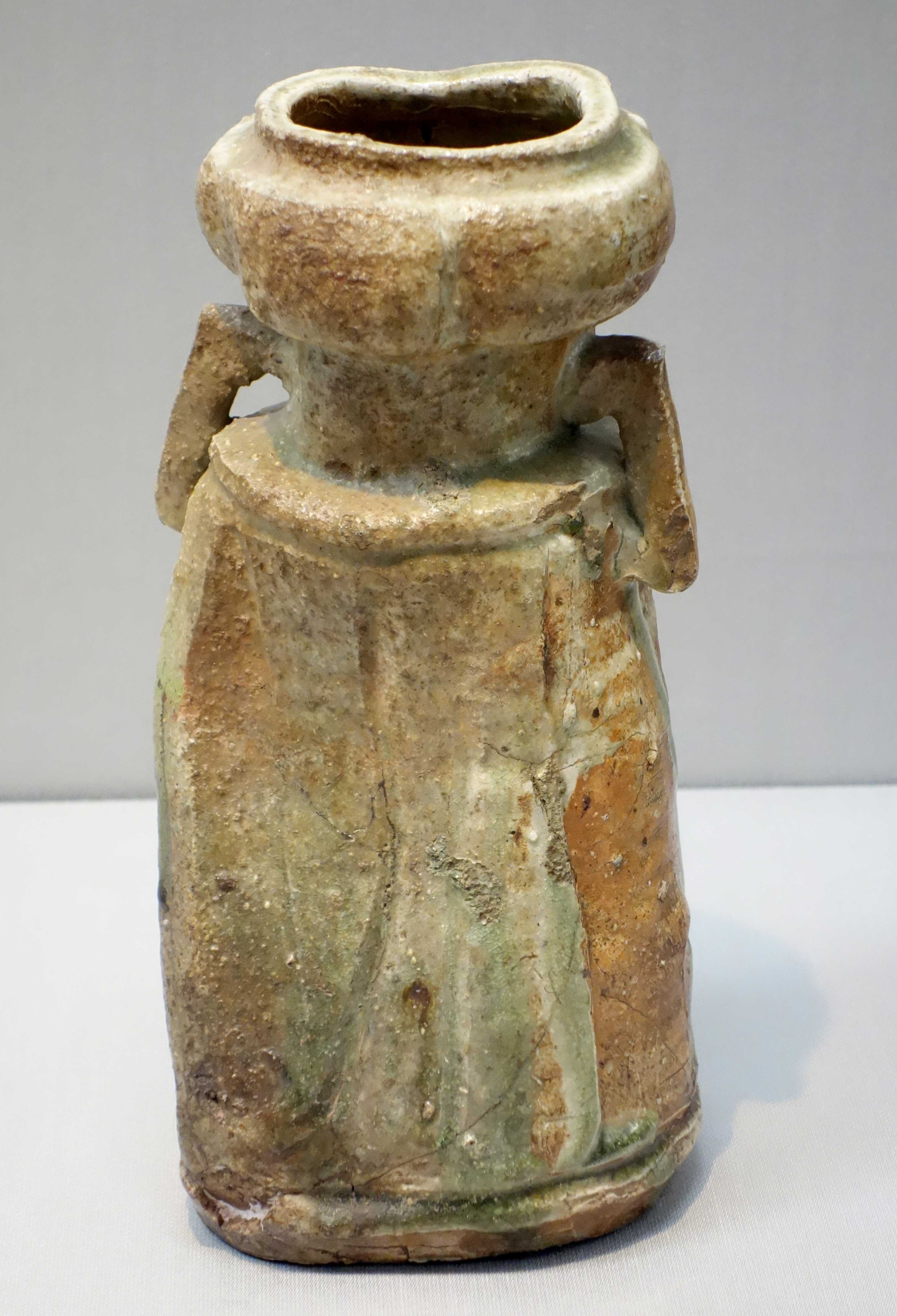
Jarrón de flores de cerámica Iga con asas en forma de "orejas", siglo XVII, período Edo

La cerámica Iga (伊賀焼 Iga-yaki?) es un tipo de cerámica japonesa elaborada tradicionalmente en Iga (Mie), antigua provincia de Iga, en el centro de Japón.

## Historia

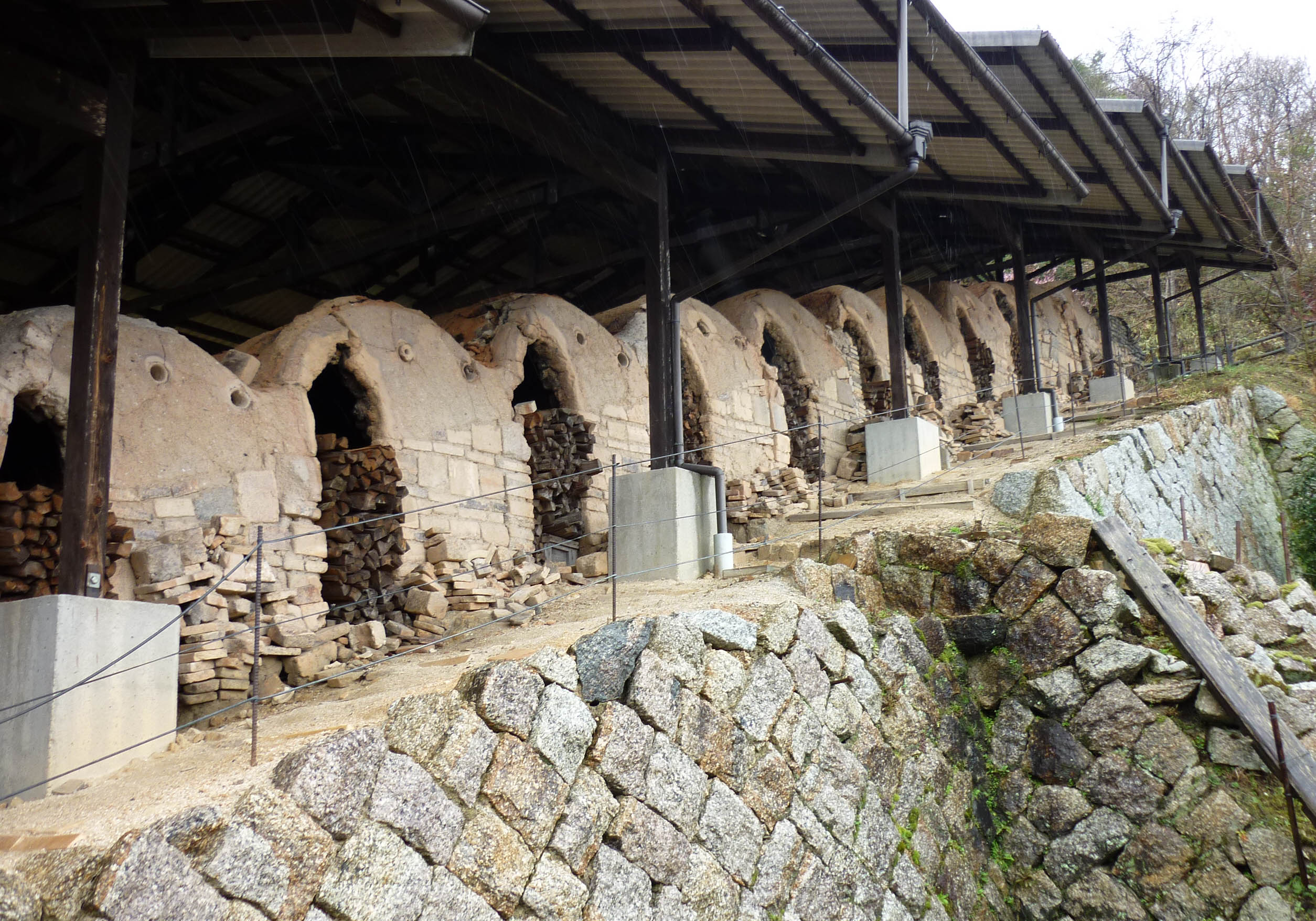
Horno escalonado (noborigama) en Nagatanien, que se utilizó hasta mediados de la década de 1960.

Sus orígenes datan de la segunda mitad del siglo VII y el siglo VIII d.C. En esta zona se obtenía una arcilla conocida por su alta resistencia al fuego. En su fase inicial no se diferenciaba de la cerámica Shigaraki.
Se cree que los hornos se establecieron durante la era Keichō (1596-1615) bajo el gobierno de los señores Tsutsui Sadatsugu (1562-1615) y más tarde Tōdō Takatora (1556-1630) y Tōdō Takatsugu (1602-1676) de la provincia de Iga. Los más conocidos estaban en Makiyama y Marubashira, en el distrito de Ayama de la ciudad de Iga.
Históricamente, en una sala de ceremonia del té japonesa,  las vasijas solían estar hechas de bambú tallado para que combinaran con el ambiente de la habitación. Los preciosos recipientes se ofrecían como regalo a los señores feudales daimyō. A finales del siglo XVI, en el periodo Momoyama, aparecieron las vasijas de agua de cerámica Iga con sus características asas en forma de «oreja». Las orejas daban prestigio a la pieza y se convirtieron en una práctica habitual. Desde entonces, las orejas se han convertido en un distintivo no sólo de las vasijas florales de Iga, sino también de las jarras de agua mizusashi. Se utilizaron como utensilios para la ceremonia del té japonesa bajo la dirección del maestro Sen no Rikkyu y otros. La cerámica antigua de Iga, conocida como Ko-Iga, generalmente refleja la estética wabi-sabi con una apariencia rústica y formas deformadas a propósito, a las que se les añade un carácter extra mediante la adición de orejas (katamimi) y gubias y abolladuras intencionadas (herame). Muchas piezas están acabadas con el clásico vidriado biidoro, similar al vidrio, formado por ceniza. El mizusashi llamado "Broken Pouch" (破袋 yabure-bukuro?) ha sido registrado como Bien Cultural Importante de Japón. El gobierno ha registrado varias piezas de este período.
Kishimoto Kennin (nacido en 1934) es un artista que realiza cerámica Oribe y cerámica Shino; sin embargo, es su cerámica Iga la que se considera una de sus obras más destacadas. Tanimoto Kei (谷本景?)  (nacido en 1948) y Tanimoto Yoh (谷本洋?)  (nacido en 1958) son artistas tradicionales especializados en jarras y tinajas de agua de cerámica Iga. Otro artista conocido es Fujioka Shuhei (藤岡周平?)  (nacido en 1947), que estudió en la década de 1970 con el maestro ceramista Tanimoto Mitsuo. Furutani Michio (古谷道生?)  (1946-2000) fue un artista que realizó obras no solo de cerámica Iga sino también cerámica Shigaraki, con la que mantiene similitudes. Fue sucedido por su hijo Furutani Kazuya (古谷様和也?).
La cerámica contemporánea de Iga es reconocida por sus recipientes de barro con una forma muy característica, utilizados en cocinas y hogares. Uno de los hornos (talleres tradicionales) donde se elabora esta cerámica es el Horno Iga Mono, que está en funcionamiento desde el período Edo. También es muy conocido el Horno Doraku (土楽窯 Doraku-gama?)  en Marubashira, que ha estado en funcionamiento durante siete generaciones y está especializado en la producción de ollas donabe. Fukumori Masatake (福森雅武?) es un artista que trabaja en Doraku.

## Características

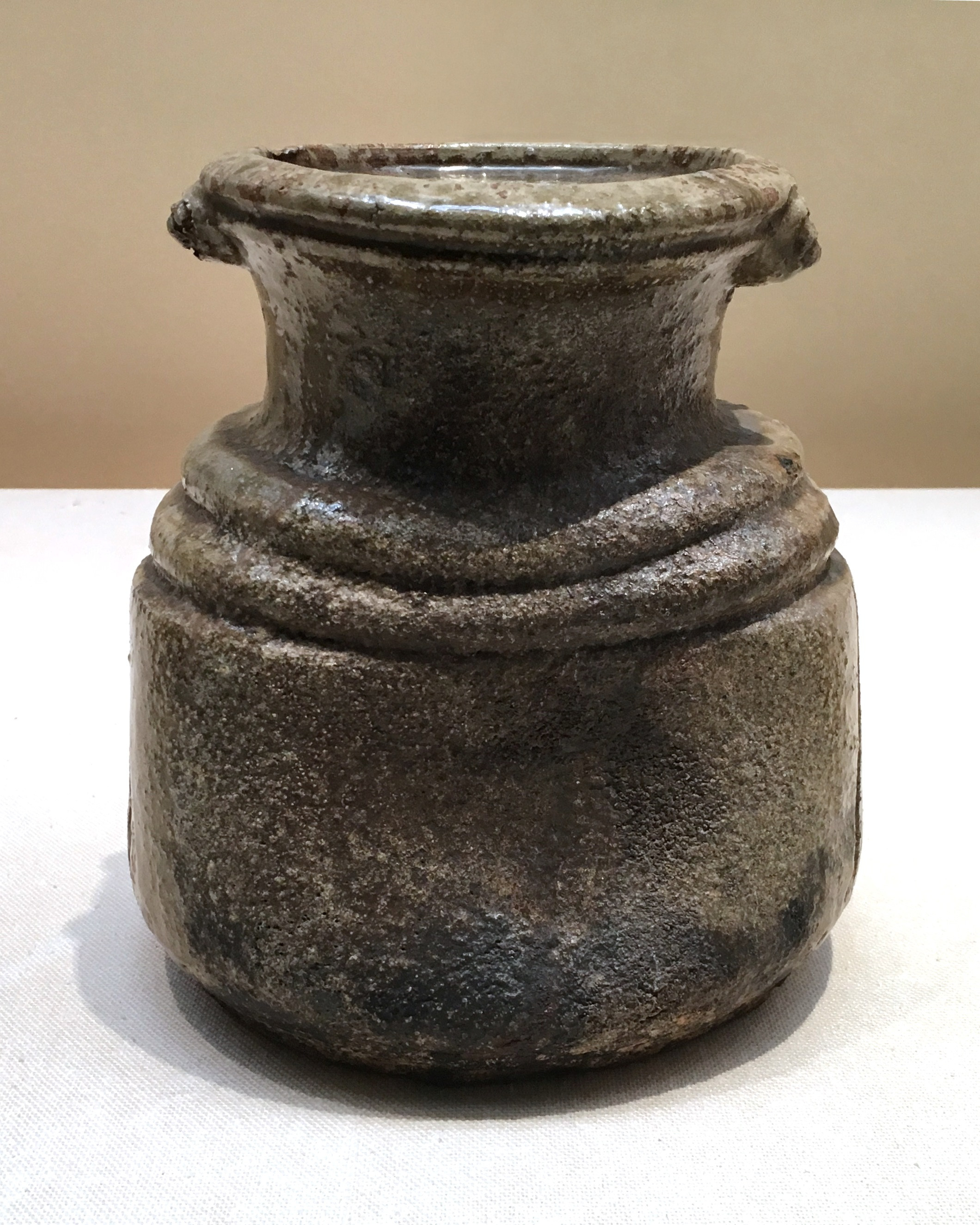
Recipiente mizusashi de agua dulce, con dos 'botones' decorativos. Período Momoyama, siglo XVII.

La cerámica de Iga utiliza una arcilla local muy resistente al calor, que reacciona bien a repetidas cocciones. Se cuece durante tres días en un horno excavado en la tierra.
La arcilla suele tener un alto nivel de dureza. Las piezas se elaboran en un torno de alfarero. El alfarero utiliza delicadamente una espátula para darle una forma curvada. Esta curvatura característica permite que las llamas se deslicen sobre el borde redondeado. Además, las pequeñas piedrecillas de la arcilla le dan una textura especial a la superficie.
Las asas de un jarrón de cerámica Iga se llaman "orejas" (耳付 mimitsuki?). Las vasijas suelen estar hechas de arcilla a la que a veces se añadía pequeñas piedras blancas. En el pasado se amasaban a mano, lo que les daba una silueta deformada y, por tanto, más carácter, evolucionando más tarde a la producción a torno. Las orejeras, realizadas al final de la elaboración, son las que definen la calidad de la pieza. Se moldean para equilibrar la vasija expresando con ellas su  fuerza y energía.
La cerámica Iga no está decorada con vidriado aplicado sobre la superficie. En su lugar, se cuece a una temperatura muy alta, lo que hace que cristalice en un tono rojizo, a menudo con marcas de quemaduras de color marrón grisáceo causadas por las cenizas de los troncos, llamadas koge, que se utilizan de combustible, y se forma un vidriado de ceniza verde translúcido de la madera quemada. Esto ocurre cuando la ceniza de leña se derrite a 1400 grados Celsius. Al estar libres de impurezas, se obtiene un vidrio feldespático translúcido de color jade claro llamado biidoro, de la palabra portuguesa para vidrio vidro. A veces, el vidrio biidoro se fusiona y forma una especie de globo llamado «ojo de libélula». La gran resistencia de la arcilla permite cocerla varias veces sin que se agriete,  incluso tres veces. El vidriado de ceniza se forma en capas y produce transparencia. Este efecto no se puede conseguir en los hornos modernos de gas.
Artistas modernos como Tsuneoka Mitsuoki (恒岡光興?) han desarrollado un vidriado que produce los mismos colores que el de madera de fresno, verde jade natural, cuando se cuece en un horno de gas. Se pulveriza sobre la pieza para crear una capa de base y, a continuación, se vierte más en capas. Cuanto más gruesa sea la capa, más oscuro será el color verde del vidriado.
Las piezas Iga tienen un alto nivel de funcionalidad para el uso cotidiano. Una olla donabe posee una alta capacidad calorífica debido a la calidad de la arcilla y las paredes gruesas.